# Telo Fernandes de Saldanha
Telo Fernandes de Saldanha (1150 -?) foi um nobre e Cavaleiro medieval do Reino de Castela tendo sido Senhor de Saldanha freguesia portuguesa do concelho de Mogadouro.

## Relações familires
Foi filho de Fernando Gonçalves de Saldanha e pai de:
1. Guterre Fernandes de Saldanha (1190 -?)